# Servicio Social Cristiano Popular
El Servicio Social Cristiano Popular (alemán: Christlich-Sozialer Volksdienst) fue un partido político protestante conservador en la República de Weimar.
El CSVD fue fundado en diciembre de 1929 tras la fusión de dos formaciones políticas protestantes: la Reichsvereinigung Christlich-soziale (Asociación Social Cristiana del Reich) y la Christlicher Volksdienst (Servicio Cristiano Popular). Ambos se habían escindido del Partido Nacional del Pueblo Alemán debido a la insatisfacción entre los protestantes hacia los desarrollos dentro del DNVP. Los dos grupos diferían en muchos temas, tales como el papel de la República, pero fueron capaces de mantener la unidad organizativa. El CSVD se perfilaba a sí mismo como una versión protestante del Partido de Centro y fue apoyado principalmente por elementos de la clase media.
Durante su existencia fue más cercano al NSDAP que al DNVP, viendo la posibilidad de que nazis y socialcristianos trabajaran juntos.
El CSVD participó en las elecciones parlamentarias de 1930, julio de 1932, noviembre de 1932 y 1933, entrando en el Reichstag en todas estas ocasiones. Sin embargo, tras la llegada al poder de los nazis el partido fue disuelto.
El Presidente de Alemania Gustav Heinemann (jefe de gobierno entre 1969-1974) fue miembro del CSVD durante la República de Weimar.